# Ruellia longipedunculata
Ruellia longipedunculata är en akantusväxtart som beskrevs av Gustav Lindau. Ruellia longipedunculata ingår i släktet Ruellia och familjen akantusväxter. Inga underarter finns listade i Catalogue of Life.